# قلعه جندل
قلعه جندل (به عربی: قلعة جندل) یک روستا در سوریه است که در استان ریف دمشق واقع شده‌است. قلعه جندل ۳٬۲۵۱ نفر جمعیت دارد.